# Bonellia nitida
Bonellia nitida (B.Ståhl) B.Ståhl & Källersjö – gatunek roślin z rodziny pierwiosnkowatych (Primulaceae). Występuje naturalnie w Gwatemali, Hondurasie, Nikaragui oraz Kostaryce. 

## Morfologia
PokrójZimozielone drzewo lub krzew. Dorasta do 4 m wysokości.
LiścieBlaszka liściowa jest skórzasta i ma lancetowaty kształt. Mierzy 5–8,5 cm długości oraz 1–1,8 cm szerokości, jest całobrzega, ma tępą nasadę i ostry lub tępy wierzchołek. Ogonek liściowy jest nagi i ma 3–5 mm długości.
KwiatyZebrane po 7–12 w gronach wyrastających niemal na szczytach pędów. Mają 5 działek kielicha o okrągławym kształcie i dorastających do 5–6 mm długości. Płatki są okrągławe i mają 4–5 mm długości. Pręcików jest 5.
OwoceJagody mierzące 15-25 mm średnicy, o niemal kulistym kształcie i pomarańczowej barwie.

## Biologia i ekologia
Rośnie w zaroślach, na wysokości od 500 do 1100 m n.p.m.